# Armageddon 2004
Armageddon 2004 è stata la quinta edizione dell'evento in pay-per-view Armageddon, prodotto dalla World Wrestling Entertainment. L'evento, esclusivo del roster di SmackDown!, si è svolto il 12 dicembre 2004 al Gwinnett Center di Atlanta.
Il main event dell'evento, fu il fatal four-way match per il WWE Championship tra il campione John "Bradshaw" Layfield (JBL) e gli sfidanti Eddie Guerrero, Booker T e The Undertaker, vinto da Layfield dopo aver schienato Booker T. Uno degli incontri predominanti dell'undercard fu Big Show contro Kurt Angle, Mark Jindrak e Luther Reigns in un Handicap match. Big Show vinse il match dopo aver schienato Jindrak in seguito all'F-5. Un altro incontro importante della card fu John Cena contro Jésus in uno Street Fight per lo United States Championship, vinto da Cena dopo l'esecuzione della F-U.

## Storyline
La rivalità principale dell'evento fu quella per il WWE Championship tra il campione John "Bradshaw" Layfield e gli sfidanti Booker T, Eddie Guerrero e The Undertaker. Alle Survivor Series, JBL sconfisse Booker T mantenendo il WWE Championship. Nella puntata di SmackDown! del 18 novembre, Eddie Guerrero, Booker T e The Undertaker, discussero su chi avrebbe dovuto essere il contendente nº1 al WWE Championship di JBL. Il General Manager di SmackDown!, Theodore Long, annunciò che JBL avrebbe dovuto difendere il WWE Championship contro Guerrero, Booker e The Undertaker in un Fatal 4-Way match ad Armageddon, con l'aggiunta che se un qualunque membro del Cabinet (Orlando Jordan, Danny Basham e Doug Basham) fosse intervenuto, quest'ultimo sarebbe stato licenziato e JBL avrebbe perso d'ufficio il titolo WWE. Una settimana più tardi, JBL e Orlando Jordan affrontarono Booker T e Guerrero in un Tag Team match, vinto da Layfield e Jordan a causa dell'interferenza dei Basham Brothers. Dopo il match, The Undertaker attaccò il Cabinet ed eseguì su JBL il Tombstone Piledriver. Nella punata di SmackDown! del 9 dicembre, Theodore Long annunciò un 4-on-3 Handicap match tra il team formato da JBL, Orlando Jordan e i Basham Brothers contro quello formato da Guerrero, Booker T e The Undertaker, vinto da quest'ultimi.
L'altra rivalità principale fu quella per lo United States Championship tra il campione John Cena e lo sfidante Carlito. Nella puntata di SmackDown! del 7 ottobre, Cena fu interrotto da Carlito e disse di volere un'opportunità per il titolo, accettata da Cena. Più tardi, quella sera, Cena perse lo United States Championship dopo essere stato colpito da Carlito con la sua catena. La settimana successiva, il general manager Theodore Long annunciò il coinvolgimento di Cena in una rissa all'interno di un night club, nella quale fu accoltellato a un rene dalla guardia del corpo di Carlito, Jesús. Nella puntata di SmackDown! del 18 novembre, Cena, guarito dall'infortunio, sconfisse Carlito riconquistando lo United States Championship, ma dopo il match Jesús attaccò Cena al rene e lo costrinse a essere trasportato via con una barella.

## Evento
Prima della messa in onda dell'evento, Akio e Billy Kidman sconfissero Chavo Guerrero e Paul London in un tag team match a Sunday Night Heat.

### Match preliminari
Il primo match fu quello valevole per il WWE Tag Team Championship tra la coppia campione Rob Van Dam e Rey Mysterio contro quella formata da René Duprée e Kenzo Suzuki, accompagnati da Hiroko. Il match iniziò con entrambi i team che si portarono in vantaggio l'uno sull'altro. Durante il match, Torrie Wilson si presentò a bordo ring e attaccò Hiroko. In seguito, Mysterio eseguì la 619 sia su Duprée che su Suzuki e poi Van Dam effettuò la Five Star Frog Splash su Duprée per poi schienarlo e mantenere il titolo di coppia.
Il match successivo fu quello tra Kurt Angle e Santa Claus. Angle sottomise Santa nella Ankle Lock costringendolo alla resa per vincere l'incontro.
Il terzo match fu il Dixie Dog Fight valevole per il Tough Enough Championship] tra Daniel Puder e Mike Mizanin. Il match terminò a causa del raggiungimento del tempo limite fissato (tre minuti totali) e Puder vinse per decisione unanime dei giudici.
Il match che seguì fu quello tra i Basham Brothers (Doug e Danny) contro Charlie Haas e Hardcore Holly. Dopo essere stato distratto da una piccola rissa tra Dawn Marie e Miss Jackie, Holly venne schienato da Danny con un inside cradle per vincere il match.
Il quinto match fu lo Street Fight per lo United States Championship tra il campione John Cena e lo sfidante Jésus. Il match iniziò con Cena che si portò in vantaggio su Jésus. In seguito, entrambi si colpirono a vicenda con un bastone. Cena colpì, poi, Jésus con una kendo stick, un tubo di metallo e un coperchio della pattumiera. Nel finale, Cena eseguì la F-U nei confronti di Jésus per poi schienarlo e mantenere il titolo. Dopo il match, Cena colpì Carlito con la sua catena d'acciaio.
Il match seguente fu quello tra Dawn Marie e Miss Jackie con Charlie Haas nel ruolo di arbitro speciale. Marie schienò Jackie con un roll-up per vincere il match.

### Match principali
Il settimo match fu l'Handicap match tra Big Show e il trio formato da Kurt Angle, Luther Reigns e Mark Jindrak. Big Show dominò gran parte del match. Successivamente, Angle eseguì la Angle Slam su Big Show per poi sottometterlo nella Ankle Lock, ma quest'ultimo riuscì a liberarsi dalla presa. Nel finale, Big Show eseguì una F-500 ai danni di Jindrak per schienarlo e vincere il match.
Il match successivo fu quello per il Cruiserweight Championship tra il campione Spike Dudley e lo sfidante Funaki. Nel finale, Spike contrattaccò una Tornado DDT di Funaki e tentò di eseguire il Dudley Dog, ma Funaki lo schienò con uno schienamento a ponte per vincere il titolo.
Il main event fu il fatal four-way match valevole per il WWE Championship tra il campione John "Bradshaw" Layfield e gli sfidanti Booker T, Eddie Guerrero e The Undertaker. Dopo l'inizio del match, JBL si portò all'esterno del ring lasciando, così, gli altri tre a scontrarsi tra di loro. L'incontro si spostò, poi, fuori dal ring e The Undertaker atterrò JBL con una side slam per poi lanciare Booker T oltre le barricate di protezione. JBL tentò di eseguire una powerbomb su The Undertaker attraverso il tavolo dei commentatori, ma quest'ultimo contrattaccò con un back body drop. The Undertaker rientrò nel ring e colpì prima Booker T con una Old School e poi Guerrero con un guillotine leg drop. Successivamente, JBL effettuò una Powerbomb ai danni di Booker sul tavolo dei commentatori per poi eseguire su di esso un elbow drop. The Undertaker scaraventò poi JBL attraverso l'altro tavolo dei commentatori con la Last Ride. In seguito, Guerrero eseguì due Frog Splash su The Undertaker all'interno del ring, ma quest'ultimo si rialzò in entrambe le occasioni. Dato ciò, Guerrero prese una scala e la utilizzò per colpire The Undertaker per poi scalarla e eseguire dalla cima di essa un altro Frog Splash. JBL interruppe lo schienamento trascinando l'arbitro all'esterno del ring. The Undertaker eseguì una chokeslam su tutti e tre gli avversari per poi tentare di effettuare il Tombstone Piledriver su JBL, ma Heidenreich interferì e lo attaccò. JBL provò ad approfittarne schienando sia Booker T che Guerrero, ma entrambi si liberarono al conto di due. JBL eseguì una Clothesline from Hell su Booker T per schienarlo e mantenere il titolo.

## Conseguenze
Dopo Armageddon, John "Bradshaw" Layfield iniziò una rivalità con Kurt Angle e Big Show che sconfisse in un triple threat match alla Royal Rumble, e a No Way Out, Layfield sconfisse Show in un Barbed Wire Steel Cage match. The Undertaker iniziò una rivalità con Heidenreich e lo sconfisse in un Casket match alla Royal Rumble. La rivalità tra John Cena e Carlito si concluse dopo l'evento, in quanto Cena vinse un torneo a No Way Out sfidando JBL per il WWE Championship a WrestleMania 21, nel quale Cena vinse il titolo e lo mantenne fino a gennaio del 2006, dopo essere stato spostato nel roster di Raw.

## Risultati
| #    | Incontri                                                                               | Stipulazioni                                             | Durata |
| ---- | -------------------------------------------------------------------------------------- | -------------------------------------------------------- | ------ |
| Heat | Akio e Billy Kidman hanno sconfitto Chavo Guerrero e Paul London                       | Tag team match                                           | 05:44  |
| 1    | Rey Mysterio e Rob Van Dam (c) hanno sconfitto Kenzo Suzuki e René Duprée (con Hiroko) | Tag team match per il WWE Tag Team Championship          | 17:12  |
| 2    | Kurt Angle ha sconfitto Santa Claus per sottomissione                                  | Single match                                             | 00:25  |
| 3    | Daniel Puder ha sconfitto The Miz                                                      | Dixie dog fight match                                    | 03:00  |
| 4    | The Basham Brothers hanno sconfitto Charlie Haas e Hardcore Holly                      | Tag team match                                           | 06:50  |
| 5    | John Cena (c) ha sconfitto Jésus (con Carlito)                                         | Street fight match per il WWE United States Championship | 07:50  |
| 6    | Dawn Marie ha sconfitto Miss Jackie                                                    | Single match con Charlie Haas come arbitro speciale      | 01:04  |
| 7    | Big Show ha sconfitto Kurt Angle, Luther Reigns e Mark Jindrak                         | Three-on-one handicap match                              | 09:55  |
| 8    | Funaki ha sconfitto Spike Dudley (c)                                                   | Single match per il WWE Cruiserweight Championship       | 09:29  |
| 9    | John "Bradshaw" Layfield (c) ha sconfitto Booker T, Eddie Guerrero e The Undertaker    | Fatal four-way match per il WWE Championship             | 25:37  |